# باغ مدعی‌العموم
باغ مدعی العموم یا باغ شماره ۳ مربوط به دوره قاجار است و در کرمان، خیابان مدیریت، بر جنوبی کوچه سجادیه واقع شده و این اثر در تاریخ ۷ مهر ۱۳۸۱ با شمارهٔ ثبت ۶۱۲۴ به‌عنوان یکی از آثار ملی ایران به ثبت رسیده است.